# Volta Limburg Classic 2024
La Volta Limburg Classic 2024, quarantanovesima edizione della corsa e valevole come evento dell'UCI Europe Tour 2024 categoria 1.1, si svolse il 30 marzo 2024 su un percorso di 190,8 km, con partenza e arrivo a Eijsden, nei Paesi Bassi. La vittoria fu appannaggio del belga Timo Kielich, il quale completò il percorso in 4h31'53", alla media di 42,106 km/h, precedendo l'olandese Pascal Eenkhoorn e il tedesco Henri Uhlig.
Sul traguardo di Eijsden 47 ciclisti, dei 162 partiti dalla medesima località, portarono a termine la competizione.

## Squadre e corridori partecipanti
| N.      | Cod. | Squadra                     |
| ------- | ---- | --------------------------- |
| 1-7     | ADC  | Alpecin-Deceuninck          |
| 11-17   | TVL  | Team Visma-Lease a Bike     |
| 21-27   | IWA  | Intermarché-Wanty           |
| 31-37   | LTD  | Lotto Dstny                 |
| 41-47   | TDT  | TDT-Unibet                  |
| 51-56   | TFB  | Team Flanders-Baloise       |
| 61-67   | Q36  | Q36.5 Pro Cycling Team      |
| 71-77   | BWB  | Bingoal WB                  |
| 81-86   | USA  | Stati Uniti                 |
| 91-97   | ICA  | Israel Premier Tech Academy |
| 101-107 | DDP  | Development Team DSM        |
| 111-117 | BCY  | Beat Cycling Team           |

| N.      | Cod. | Squadra                          |
| ------- | ---- | -------------------------------- |
| 121-127 | VWT  | VolkerWessels Cycling Team       |
| 131-137 | MET  | Metec-Solarwatt p/b Mantel       |
| 141-147 | PHV  | Parkhotel Valkenburg CT          |
| 151-157 | SQD  | Soudal-Quick-Step Devo Team      |
| 161-167 | UNI  | Universe Cycling Team            |
| 171-177 | LKH  | Lotto-Kern Haus PSD Bank         |
| 181-187 | SWY  | Diftar Continental Cyclingteam   |
| 191-197 | VSC  | Victoria Sports Pro Cycling Team |
| 201-206 | SVL  | Pro Cycling Team Sauerland       |
| 211-217 | PWB  | Philippe Wagner/Bazin            |
| 221-227 | TIS  | Tarteletto-Isorex                |
| 231-237 | TSM  | Team Storck-Metropol Cycling     |

## Ordine d'arrivo (Top 10)
| Pos. | Corridore         | Squadra     | Tempo    |
| ---- | ----------------- | ----------- | -------- |
| 1    | Timo Kielich      | Alpecin     | 4h31'53" |
| 2    | Pascal Eenkhoorn  | Lotto       | a 2"     |
| 3    | Henri Uhlig       | Alpecin     | a 7"     |
| 4    | Francesco Busatto | Intermarché | s.t.     |
| 5    | Johan Meens       | Bingoal     | a 9"     |
| 6    | Jelle Johannink   | TDT         | s.t.     |
| 7    | Tobias Bayer      | Alpecin     | s.t.     |
| 8    | Joseph Blackmore  | Israel      | s.t.     |
| 9    | F. van den Broek  | Dev. DSM    | s.t.     |
| 10   | Harm Vanhoucke    | Lotto       | s.t.     |